# 潮循道
潮循道是中華民國北洋政府設置的1個道，在中華民國廣東省。

## 沿革
1913年（民國二年）承清代的惠潮嘉道而設置，於澄海縣置觀察使，下轄澄海、惠陽、博羅、新豐、紫金、海豐、陸豐、龍川、河源、和平、連平、潮安、豐順、潮陽、揭陽、饒平、惠來、大埔、普寧、南澳、梅縣、五華、興寧、平遠、蕉嶺25縣。1914年（民國三年）5月觀察使改道尹。1920年（民國九年）11月末廢止。

## 行政區劃
廢止前下轄25縣。
- 海豐縣
- 河源縣
- 揭陽縣
- 惠陽縣
- 惠來縣
- 五華縣
- 興寧縣
- 紫金縣
- 饒平縣
- 蕉嶺縣
- 新豐縣
- 大埔縣
- 潮安縣
- 澄海縣
- 潮陽縣
- 南澳縣
- 梅縣
- 博羅縣
- 普寧縣
- 平遠縣
- 豐順縣
- 連平縣
- 陸豐縣
- 龍川縣
- 和平縣